# Кожаные обои

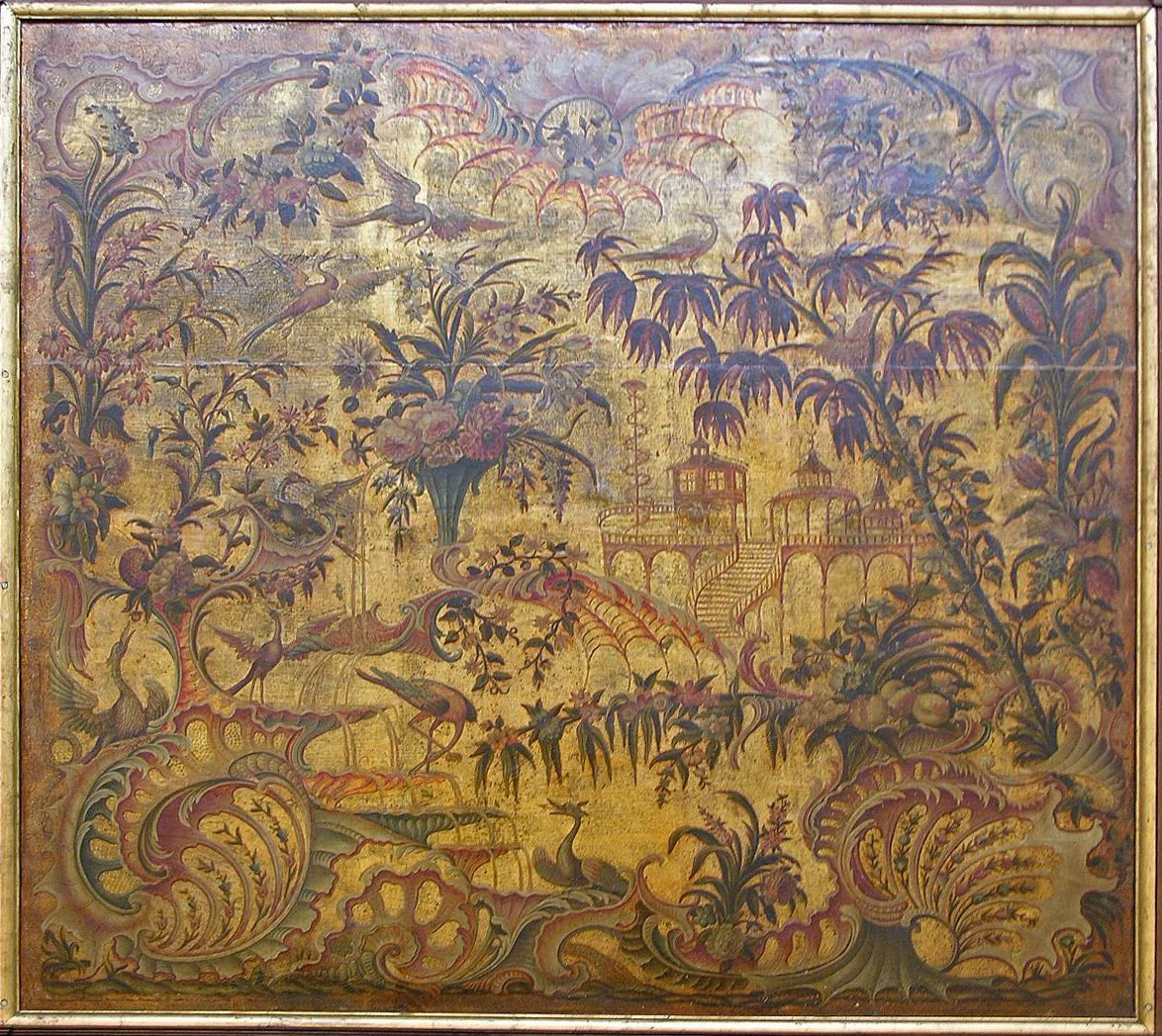
Обои из золочёной кожи, изготовленные в 1745 г. в Брюсселе Корнелисом 'т Киндтом для аббатства Малонн близ Намюра.

Кожаные обои — разновидность обоев, получившая широкую популярность в Европе эпохи барокко. Обычно выполнялись с золотым тиснением, в связи с чем в ряде стран используется синонимичный термин «золотая кожа».
Вероятно, традиция изготовления кожаных обоев уходит корнями в мусульманский период истории Испании, с чем связаны названия данной продукции в Европе: «испанская кожа» (Peaux d`Espagne), «кордовские кожи» или «гадамесcкие обои». Североафриканские мавры использовали раскрашенные и частично позолоченные обои из тонкой телячьей, овечьей или козьей кожи, которые они завозили и в Испанию. После того, как на обои наносилось листовое серебро или глазурь, их раскрашивали.
В эпоху барокко кожаные обои распространились из Испании через Францию и Италию в Германию и Нидерланды. Ими украшены стены многих дворцов и замков того времени, например, замок Морицбург в Саксонии.
Кожаные обои были одним из наиболее популярных предметов экспорта из Европы в Японию, в то время почти полностью изолированную от европейцев.
В XVIII веке, с наступлением эпохи классицизма, кожаные обои вытесняются печатными или раскрашенными вручную бумажными обоями.
Как элемент элитной отделки интерьеров кожаные обои используются и по сей день.